# پرپاخروس حنایی
پرپاخروس حنایی یا باقرقره پرپای حنایی (نام علمی: Lagopus lagopus scoticus) پرنده‌ای میان‌جثه است که در بریتانیای کبیر و جزیره ایرلند زندگی می‌کند.

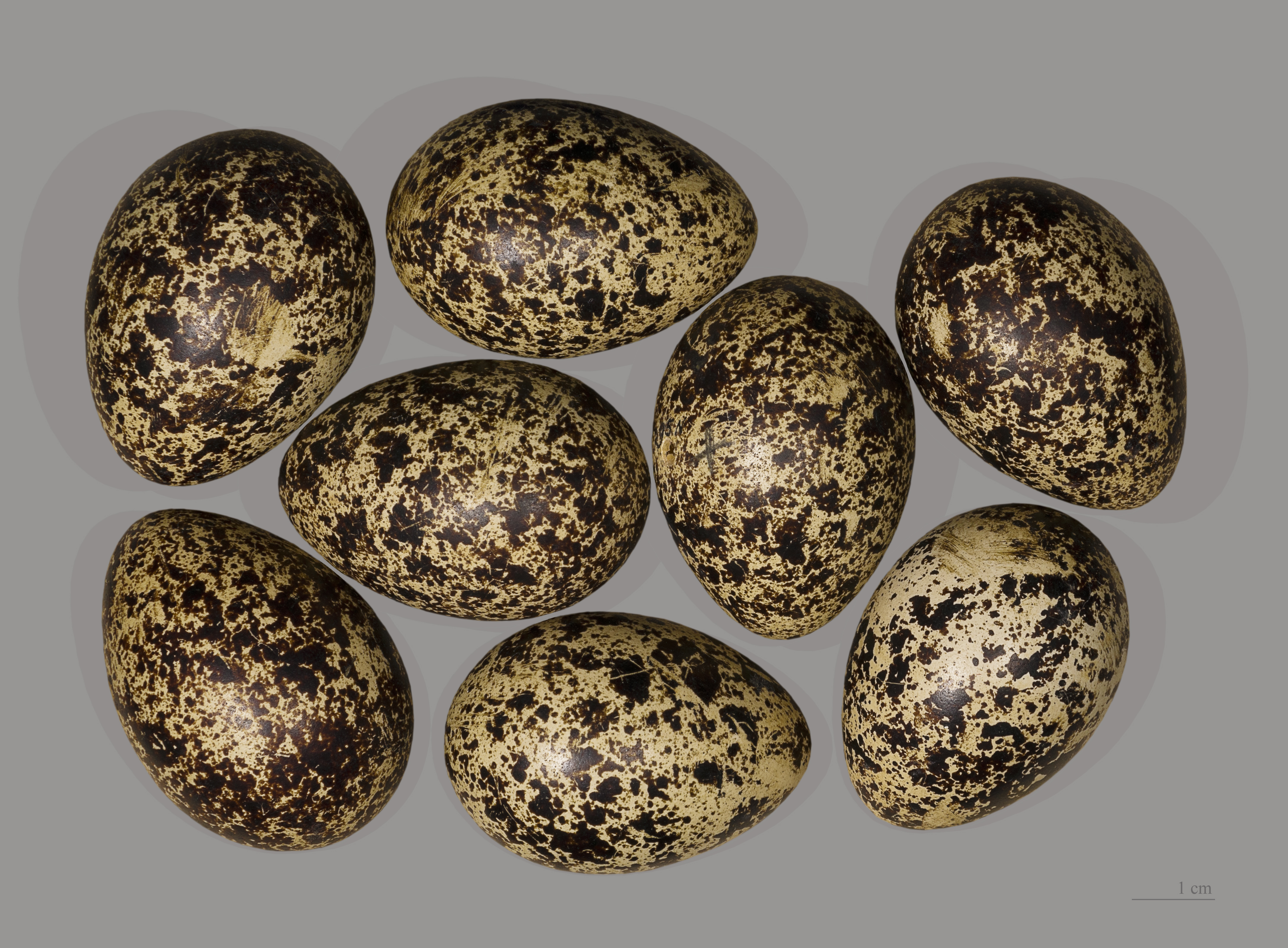
تخم پرپاخروس حنایی